# Puchar Świata w biathlonie 2011/2012
Puchar Świata w biathlonie 2011/2012 to 35. edycja zawodów o Puchar Świata w tej dyscyplinie sportowej. Cykl rozpoczął się 30 listopada 2011 w szwedzkiej miejscowości Östersund, zaś zakończył 18 marca 2012 w rosyjskim Chanty-Mansyjsku. Najważniejszą częścią sezonu były mistrzostwa świata, które odbyły się w Ruhpolding, w Niemczech.
Obrońcami tytułów sprzed roku byli Norweg Tarjei Bø oraz Finka Kaisa Mäkäräinen.
Zwycięzcą klasyfikacji generalnej kobiet została po raz trzeci w karierze Niemka Magdalena Neuner. Reprezentantka RFN w dwudziestu pięciu stratach zdobyła 1216 punktów i o 28 wyprzedziła Białorusinkę Darję Domraczewą. Trzecie miejsce zajęła Norweżka Tora Berger. Neuner triumfowała także w klasyfikacji sprintu, uwagę zwraca również fakt, że Niemka wygrała 8 na 10 zawodów w tej konkurencji. Domraczawa wygrała klasyfikacje biegu masowego oraz biegu na dochodzenie. Kończąca karierę Szwedka Helena Ekholm zdobyła małą kryształową kulę w biegu indywidualnym. Klasyfikację sztafet wygrały Francuzki, zaś w Pucharze Narodów najlepsze okazały się Rosjanki.
Wśród mężczyzn kryształową kulę zdobył Francuz Martin Fourcade, który na przestrzeni całego sezonu zdobył 1100 pkt. Drugie miejsce ze stratą 65 pkt zajął Norweg Emil Hegle Svendsen zaś trzecie reprezentant Niemiec Andreas Birnbacher (837 pkt.). Forucade triumfował także w klasyfikacji sprintu oraz biegu na dochodzenie. Jego starszy brat, Simon Fourcade, okazał się najlepszy w klasyfikacji biegu indywidualnego, zaś Birnbacher w biegu masowym. W klasyfikacjach drużynowych, podobnie jak u kobiet, wygrali Francuzi (sztafeta) i Rosjanie (Puchar Narodów).

## Kalendarz
W porównaniu do sezonu 2010/2011 w pucharowym kalendarzu zabrakło miejsca dla Fort Kent oraz Presque Isle. Zamiast jechać do Ameryki Północnej biathloniści zagościli w fińskiej miejscowości Kontiolahti oraz czeskim Nowym Mieście. Oprócz tego do terminarza startów powróciła Francja. Pod koniec grudnia 2011r. biathloniści mieli udać się do Annecy, lecz zawody w tym mieście zostały odwołane z powodu braku śniegu i przeniesiono je do Hochfilzen.

### Planowane starty
- Östersund (30 listopada – 4 grudnia 2011)
- Hochfilzen (9–11 grudnia 2011), (15–18 grudnia 2011)
- Oberhof (4–8 stycznia 2012)
- Nové Město na Moravě (11–15 stycznia 2012)
- Anterselva (19–22 stycznia 2012)
- Oslo (2–5 lutego 2012)
- Kontiolahti (10–12 lutego 2012)
- Mistrzostwa Świata w Ruhpolding (1 marca – 11 marca 2012)
- Chanty-Mansyjsk (12–16 marca 2012)

## Wyniki szczegółowe

### Puchar Świata w Östersund
| Data         | Konkurencja                  | K/M | Zwycięzcy                                                                                         | Top 10 | Polacy |
| ------------ | ---------------------------- | --- | ------------------------------------------------------------------------------------------------- | --- | --- |
| 30 listopada | Bieg indywidualny Raport IBU | M   | 1. Martin Fourcade 53:29,8 (1) 2. Michal Šlesingr +1:54,3 (1) 3. Simon Schempp +1:54,5 (1)        | 4. Dominik Landertinger 5. Jewgienij Ustiugow 6. Christoph Sumann 7. Rune Brattsveen 8. Jakov Fak 9. Lowell Bailey 10. Jewgienij Garaniczew           | 24. Tomasz Sikora +3:58,8 (1) 46. Krzysztof Pływaczyk +5:39,7 (2) 87. Łukasz Szczurek +8:32,2 (4)                                                                           |
| 1 grudnia    | Bieg indywidualny Raport IBU | K   | 1. Darja Domraczewa 47:15,6 (2) 2. Anna Maria Nilsson +1:08,5 (1) 3. Magdalena Neuner +1:41,7 (3) | 4. Kaisa Mäkäräinen 5. Ołena Pidhruszna 6. Franziska Hildebrand 7. Helena Ekholm 8. Anastasija Kuźmina 9. Wałentyna Semerenko 10. Jekatierina Jurłowa | 19. Agnieszka Cyl +4:32,6 (4) 20. Krystyna Pałka +4:46,4 (4) 47. Weronika Nowakowska-Ziemniak +7:37,1 (6) 71. Magdalena Gwizdoń +10:26,5 (6) 82. Paulina Bobak +12:27,9 (7) |
| 2 grudnia    | Sprint Raport IBU            | M   | 1. Carl Johan Bergman 24:22.5 (0) 2. Tarjei Bø +7.6 (0) 3. Emil Hegle Svendsen +13.0 (1)          | 4. Martin Fourcade 5. Lowell Bailey 6. Andreas Birnbacher 7. Jaroslav Soukup 8. Michal Šlesingr 9. Ole Einar Bjørndalen 10. Sven Grossegger           | 64. Krzysztof Pływaczyk +2:41.1 (1) 72. Tomasz Sikora +2:52.4 (3) 84. Grzegorz Bril +3:17.9 (1)                                                                             |
| 3 grudnia    | Sprint Raport IBU            | K   | 1. Magdalena Neuner 22:01.7 (1) 2. Tora Berger +0.2 (1) 3. Kaisa Mäkäräinen +15.2 (2)             | 4. Synnøve Solemdal 5. Darja Domraczewa 6. Marie-Laure Brunet 7. Wałentyna Semerenko 8. Andrea Henkel 9. Swietłana Slepcowa 10. Marie Habert          | 14. Krystyna Pałka +1:00.9 (1) 34. Weronika Nowakowska-Ziemniak +1:52.8 (3) 38. Magdalena Gwizdoń +2:08.3 (2) 41. Monika Hojnisz +2:13.7 (3) 55. Agnieszka Cyl +2:55.0 (5)  |
| 4 grudnia    | Bieg pościgowy Raport IBU    | M   | 1. Martin Fourcade 32:53.0 (0) 2. Emil Hegle Svendsen +25.5 (2) 3. Jaroslav Soukup +26.9 (1)      | 4. Tarjei Bø 5. Carl Johan Bergman 6. Andreas Birnbacher 7. Benjamin Weger 8. Lars Berger 9. Tim Burke 10. Michael Greis                              | Polacy nie startowali |
| 5 grudnia    | Bieg pościgowy Raport IBU    | K   | 1. Tora Berger 33:56.9 (1) 2. Kaisa Mäkäräinen +33.2 (2) 3. Magdalena Neuner +1:24.4 (4)          | 4. Wałentyna Semerenko 5. Swietłana Slepcowa 6. Tina Bachmann 7. Marie-Laure Brunet 8. Helena Ekholm 9. Anastasija Kuźmina 10. Andrea Henkel          | 14. Krystyna Pałka +2:51.5 (2) 19. Agnieszka Cyl +3:12.4 (0) 31. Monika Hojnisz +4:54.5 (1) 40. Weronika Nowakowska-Ziemniak +5:38.1 (5) 48. Magdalena Gwizdoń +6:59.9 (4)  |

Klasyfikacje generalne po startach w Östersund:
| Miejsce | Zawodnik            | Punkty |
| ------- | ------------------- | ------ |
| 1.      | Martin Fourcade     | 163    |
| 2.      | Carl Johan Bergman  | 122    |
| 3.      | Emil Hegle Svendsen | 122    |
| 4.      | Michal Šlesingr     | 117    |
| 5       | Tarjei Bø           | 113    |
| 6       | Jaroslav Soukup     | 108    |
| 7       | Lowell Bailey       | 100    |
| 8       | Andreas Birnbacher  | 89     |
| 9       | Simon Schempp       | 84     |
| 10      | Christoph Sumann    | 81     |
| ...     |                     |        |
| 46      | Tomasz Sikora       | 17     |

| Miejsce | Zawodnik                     | Punkty |
| ------- | ---------------------------- | ------ |
| 1       | Magdalena Neuner             | 156    |
| 2       | Kaisa Mäkäräinen             | 145    |
| 3       | Tora Berger                  | 126    |
| 4       | Darja Domraczewa             | 125    |
| 5       | Wałentyna Semerenko          | 111    |
| 6       | Marie-Laure Brunet           | 102    |
| 7       | Synnøve Solemdal             | 95     |
| 8       | Andrea Henkel                | 89     |
| 9       | Anastasija Kuźmina           | 88     |
| 10      | Helena Ekholm                | 86     |
| ...     |                              |        |
| 14      | Krystyna Pałka               | 75     |
| 27      | Agnieszka Cyl                | 44     |
| 46      | Monika Hojnisz               | 10     |
| 51      | Weronika Nowakowska-Ziemniak | 8      |
| 55      | Magdalena Gwizdoń            | 3      |

### Puchar Świata w Hochfilzen
| Data       | Konkurencja               | K/M | Zwycięzcy                                                                                    | Top 10 | Polacy |
| ---------- | ------------------------- | --- | -------------------------------------------------------------------------------------------- | --- | --- |
| 9 grudnia  | Sprint Raport IBU         | M   | 1. Carl Johan Bergman 24:41.9 (0) 2. Andriej Makowiejew +9.2 (0) 3. Benjamin Weger +19.6 (0) | 4. Emil Hegle Svendsen 5. Jewgienij Ustiugow 6. Tarjei Bø 7. Florian Graf 8. Björn Ferry 9. Alexis Bœuf 10. Dmitrij Małyszko            | 33. Tomasz Sikora +1:17.4 (1) 84 Krzysztof Pływaczyk +2:54.7 (2) 92. Łukasz Szczurek +3:16.1 (3)                                                                         |
| 9 grudnia  | Sprint Raport IBU         | K   | 1. Magdalena Neuner 21:09.2 (0) 2. Kaisa Mäkäräinen +14.9 (1) 3. Olga Zajcewa +22.7 (1)      | 4. Helena Ekholm 5. Darja Domraczewa 6. Anastasija Kuźmina 7. Olga Wiłuchina 8. Andrea Henkel 9. Synnøve Solemdal 10. Elise Ringen      | 11. Krystyna Pałka +36.3 (0) 19. Agnieszka Cyl +1:22.3 (1) 38. Weronika Nowakowska-Ziemniak +2:01.9 (1) 41. Monika Hojnisz +2:24.8 (2) 65. Magdalena Gwizdoń +2:51.9 (3) |
| 10 grudnia | Bieg pościgowy Raport IBU | M   | 1. Emil Hegle Svendsen 33:09.0 (2) 2. Tarjei Bø +0.1 (1) 3. Benjamin Weger +4.9 (1)          | 4. Carl Johan Bergman 5. Ole Einar Bjørndalen 6. Daniel Mesotitsch 7. Anton Szypulin 8. Florian Graf 9. Arnd Peiffer 10. Björn Ferry    | 42. Tomasz Sikora +3:05.8 (4) |
| 10 grudnia | Bieg pościgowy Raport IBU | K   | 1. Darja Domraczewa 29:34.4 (2) 2. Olga Zajcewa +0.3 (1) 3. Magdalena Neuner +3.1 (2)        | 4. Andrea Henkel 5. Anna Bogalij-Titowiec 6. Olga Wiłuchina 7. Marie Habert 8. Marie-Laure Brunet 9. Tora Berger 10. Anastasija Kuźmina | 16. Agnieszka Cyl +2:17.8 (2) 17. Krystyna Pałka +2:23.5 (5) 28. Monika Hojnisz +3:33.7 (1) 31. Weronika Nowakowska-Ziemniak +3:54.0 (4)                                 |
| 11 grudnia | Sztafeta Raport IBU       | M   | 1. Norwegia 1:14:52.9 (1+7) · 2. Rosja +13.9 (0+5) · 3. Francja +31.0 (0+6)                  | 4. Szwecja · 5. Austria · 6. Niemcy · 7. Czechy · 8. Białoruś · 9. Stany Zjednoczone · 10. Ukraina                                      | 17. Polska LPD (1+6) |
| 11 grudnia | Sztafeta Raport IBU       | K   | 1. Norwegia 1:07:13.3 (0+10) · 2. Francja +13.3 (0+3) · 3. Rosja +29.4 (0+6)                 | 4. Polska · 5. Białoruś · 6. Niemcy · 7. Włochy · 8. Ukraina · 9. Kanada · 10. Czechy                                                   | 4. Polska +1:28.2 (0+4) |

Klasyfikacje generalne po startach w Hochfilzen:
| Miejsce | Zawodnik            | Punkty |
| ------- | ------------------- | ------ |
| 1       | Carl Johan Bergman  | 225    |
| 2       | Emil Hegle Svendsen | 225    |
| 3       | Tarjei Bø           | 205    |
| 4       | Martin Fourcade     | 199    |
| 5       | Benjamin Weger      | 172    |
| 6       | Michal Šlesingr     | 159    |
| 7       | Lowell Bailey       | 151    |
| 8       | Andreas Birnbacher  | 145    |
| 9       | Jewgienij Ustiugow  | 131    |
| 10      | Andriej Makowiejew  | 118    |
| ...     |                     |        |
| 45      | Tomasz Sikora       | 25     |

| Miejsce | Zawodnik                     | Punkty |
| ------- | ---------------------------- | ------ |
| 1       | Magdalena Neuner             | 264    |
| 2       | Kaisa Mäkäräinen             | 229    |
| 3       | Darja Domraczewa             | 225    |
| 4       | Tora Berger                  | 183    |
| 5       | Olga Zajcewa                 | 167    |
| 6       | Andrea Henkel                | 166    |
| 7       | Marie-Laure Brunet           | 160    |
| 8       | Helena Ekholm                | 158    |
| 9       | Anastasija Kuźmina           | 157    |
| 10      | Marie Habert                 | 149    |
| ...     |                              |        |
| 13      | Krystyna Pałka               | 129    |
| 20      | Agnieszka Cyl                | 91     |
| 43      | Monika Hojnisz               | 23     |
| 44      | Weronika Nowakowska-Ziemniak | 21     |
| 61      | Magdalena Gwizdoń            | 3      |

### Puchar Świata w Annecy/Hochfilzen
| Data       | Konkurencja                  | K/M | Zwycięzcy                                                                                     | Top 10 | Polacy |
| ---------- | ---------------------------- | --- | --------------------------------------------------------------------------------------------- | --- | --- |
| 15 grudnia | Sprint Raport IBU            | M   | 1. Tarjei Bø 23:57.2 (1) 2. Martin Fourcade +4.0 (2) 3. Timofiej Łapszyn +17.2 (0)            | 4. Simon Schempp 4. Jean-Guillaume Béatrix 6. Simon Fourcade 7. Jakov Fak 8. Aleksiej Wołkow 9. Vincent Jay 9. Tomáš Holubec                      | 43. Łukasz Szczurek +1:35.5 (0) 46. Tomasz Sikora +1:41.8 (1) 60. Krzysztof Pływaczyk+1:50.3 (1)                                                                         |
| 16 grudnia | Sprint Raport IBU            | K   | 1. Olga Zajcewa 20:36.6 (1) 2. Darja Domraczewa +13.9 (2) 3. Helena Ekholm +30.2 (1)          | 4. Magdalena Neuner 5. Wita Semerenko 6. Marie Habert 6. Tang Jialin 8. Weronika Nowakowska-Ziemniak 9. Kaisa Mäkäräinen 10. Nastassia Dubarezawa | 8. Weronika Nowakowska-Ziemniak +1:02.4 (1) 15. Magdalena Gwizdoń +1:15.7 (1) 18. Krystyna Pałka +1:24.5 (2) 29. Agnieszka Cyl +1:49.8 (1) 38. Paulina Bobak +2:13.3 (2) |
| 17 grudnia | Bieg pościgowy Raport IBU    | M   | 1. Andreas Birnbacher 35:40.3 (0) 2. Ole Einar Bjørndalen +0.2 (0) 3. Simon Fourcade +1.3 (1) | 4. Tarjei Bø 5. Benjamin Weger 6. Simon Eder 7. Martin Fourcade 8. Jean-Philippe Leguellec 9. Jay Hakkinen 10. Aleksiej Wołkow                    | 34. Tomasz Sikora +2:08.9 (1) 56. Łukasz Szczurek +4:39.8 (3) 57. Krzysztof Pływaczyk +4:43.0 (6)                                                                        |
| 17 grudnia | Bieg pościgowy Raport IBU    | K   | 1. Olga Zajcewa 31:52.2 (0) 2. Helena Ekholm +29.1 (1) 3. Darja Domraczewa +44.7 (3)          | 4. Tora Berger 5. Kaisa Mäkäräinen 6. Andrea Henkel 7. Anna Bogalij-Titowiec 8. Marie Habert 9. Olga Wiłuchina 10. Wita Semerenko                 | 13. Krystyna Pałka +2:23.1 (3) 21. Weronika Nowakowska-Ziemniak +3:34.4 (5) 34. Magdalena Gwizdoń +5:07.8 (6) 49. Paulina Bobak +6:16.0 (5)                              |
| 18 grudnia | Sztafeta mieszana Raport IBU | K/M | 1. Rosja 1:13:33.4 (0+5) 2. Czechy +27.0 (0+3) 3. Francja +38.5 (0+9)                         | 4. Szwecja 5. Niemcy 6. Kanada 7. Włochy 8. Ukraina 9. Polska 10. Białoruś                                                                        | 9. Polska +1:49.0 (0+6) |

Klasyfikacje generalne po startach w Annecy/Hochfilzen:
| Miejsce | Zawodnik             | Punkty |
| ------- | -------------------- | ------ |
| 1       | Tarjei Bø            | 308    |
| 2       | Martin Fourcade      | 289    |
| 3       | Emil Hegle Svendsen  | 242    |
| 4       | Benjamin Weger       | 226    |
| 5       | Carl Johan Bergman   | 225    |
| 6       | Andreas Birnbacher   | 220    |
| 7       | Jewgienij Ustiugow   | 189    |
| 8       | Ole Einar Bjørndalen | 188    |
| 9       | Lowell Bailey        | 187    |
| 10      | Simon Schempp        | 180    |
| ...     |                      |        |
| 51      | Tomasz Sikora        | 32     |

| Miejsce | Zawodnik                     | Punkty |
| ------- | ---------------------------- | ------ |
| 1       | Magdalena Neuner             | 336    |
| 2       | Darja Domraczewa             | 327    |
| 3       | Kaisa Mäkäräinen             | 301    |
| 4       | Olga Zajcewa                 | 287    |
| 5       | Helena Ekholm                | 260    |
| 6       | Tora Berger                  | 243    |
| 7       | Andrea Henkel                | 231    |
| 8       | Marie Habert                 | 221    |
| 9       | Marie-Laure Brunet           | 200    |
| 10      | Anastasija Kuźmina           | 196    |
| ...     |                              |        |
| 13      | Krystyna Pałka               | 180    |
| 23      | Agnieszka Cyl                | 103    |
| 30      | Weronika Nowakowska-Ziemniak | 75     |
| 42      | Magdalena Gwizdoń            | 36     |
| 54      | Monika Hojnisz               | 23     |
| 69      | Paulina Bobak                | 3      |

### Puchar Świata w Oberhofie
| Data       | Konkurencja            | K/M | Zwycięzcy                                                                                      | Top 10 | Polacy |
| ---------- | ---------------------- | --- | ---------------------------------------------------------------------------------------------- | --- | --- |
| 4 stycznia | Sztafeta Raport IBU    | K   | 1. Rosja 1:19:32.0 (0+13) · 2. Norwegia +5.9 (2+11) · 3. Francja +1:06.4 (2+12)                | 4. Niemcy · 5. Białoruś · 6. Słowacja · 7. Szwecja · 8. Ukraina · 9. Polska · 10. Włochy                                                   | 9. Polska +4:15.2 (2+19) |
| 5 stycznia | Sztafeta Raport IBU    | M   | 1. Włochy 1:30:49.1 (0+5) · 2. Rosja +6.1 (2+13) · 3. Szwecja +32.7 (0+6)                      | 4. Niemcy · 5. Norwegia · 6. Austria · 7. Francja · 8. Słowenia · 9. Czechy · 10. Ukraina                                                  | LPD Polska |
| 6 stycznia | Sprint Raport IBU      | K   | 1. Magdalena Neuner 22:27.6 (0) 2. Darja Domraczewa +37.3 (1) 3. Olga Zajcewa +43.4 (0)        | 4. Kaisa Mäkäräinen 5. Andrea Henkel 6. Teja Gregorin 7. Nastassia Dubarezawa 8. Natalja Burdyga 9. Diana Rasimovičiūtė 10. Olga Wiłuchina | 28. Weronika Nowakowska-Ziemniak +2:24.6 (1) 30. Krystyna Pałka +2:29.9 (2) 51. Magdalena Gwizdoń +3:34.4 (3) 55. Monika Hojnisz +3:53.5 (3) 73. Karolina Pitoń +5:05.9 (3) |
| 7 stycznia | Sprint Raport IBU      | M   | 1. Arnd Peiffer 25:57.5 (1) 2. Simon Fourcade +1.1 (0) 3. Jewgienij Ustiugow +4.8 (0)          | 4. Lukas Hofer 5. Andriej Makowiejew 6. Emil Hegle Svendsen 7. Florian Graf 8. Carl Johan Bergman 9. Michal Šlesingr 10. Klemen Bauer      | 72. Tomasz Sikora +3:00.0 (2) 78. Krzysztof Pływaczyk +3:35.5 (3) 83. Łukasz Szczurek +4:19.9 (4)                                                                           |
| 8 stycznia | Bieg masowy Raport IBU | K   | 1. Magdalena Neuner 40:02.2 (3) 2. Tora Berger +12.5 (2) 3. Andrea Henkel +32.0 (1)            | 4. Olga Zajcewa 5. Helena Ekholm 6. Marie-Laure Brunet 7. Darja Domraczewa 8. Marie Habert 9. Wita Semerenko 10. Nastassia Dubarezawa      | 27. Krystyna Pałka +3:37.1 (5) |
| 8 stycznia | Bieg masowy Raport IBU | M   | 1. Andreas Birnbacher 38:34.6 (0) 2. Simon Fourcade +24.3 (1) 3. Emil Hegle Svendsen +29.6 (3) | 4. Jakov Fak 5. Fredrik Lindström 6. Alexis Bœuf 7. Arnd Peiffer 8. Daniel Mesotitsch 9. Anton Szypulin 10. Carl Johan Bergman             | Polacy nie startowali |

Klasyfikacje generalne po startach w Oberhofie:
| Miejsce | Zawodnik            | Punkty |
| ------- | ------------------- | ------ |
| 1       | Emil Hegle Svendsen | 328    |
| 2       | Martin Fourcade     | 317    |
| 3       | Tarjei Bø           | 308    |
| 4       | Andreas Birnbacher  | 297    |
| 5       | Carl Johan Bergman  | 290    |
| 6       | Benjamin Weger      | 268    |
| 7       | Simon Fourcade      | 255    |
| 8       | Jewgienij Ustiugow  | 254    |
| 9       | Andriej Makowiejew  | 239    |
| 10      | Simon Schempp       | 222    |
| ...     |                     |        |
| 54      | Tomasz Sikora       | 32     |

| Miejsce | Zawodnik                     | Punkty |
| ------- | ---------------------------- | ------ |
| 1       | Magdalena Neuner             | 456    |
| 2       | Darja Domraczewa             | 417    |
| 3       | Olga Zajcewa                 | 378    |
| 4       | Kaisa Mäkäräinen             | 373    |
| 5       | Tora Berger                  | 324    |
| 6       | Andrea Henkel                | 319    |
| 7       | Helena Ekholm                | 310    |
| 8       | Marie-Laure Brunet           | 262    |
| 9       | Marie Habert                 | 255    |
| 10      | Anastasija Kuźmina           | 246    |
| ...     |                              |        |
| 14      | Krystyna Pałka               | 205    |
| 28      | Agnieszka Cyl                | 103    |
| 32      | Weronika Nowakowska-Ziemniak | 88     |
| 46      | Magdalena Gwizdoń            | 36     |
| 56      | Monika Hojnisz               | 23     |
| 71      | Paulina Bobak                | 3      |

### Puchar Świata w Nové Město na Moravě
| Data        | Konkurencja                  | K/M | Zwycięzcy                                                                                     | Top 10 | Polacy |
| ----------- | ---------------------------- | --- | --------------------------------------------------------------------------------------------- | --- | --- |
| 11 stycznia | Bieg indywidualny Raport IBU | K   | 1. Kaisa Mäkäräinen 45:03.3 (2) 2. Helena Ekholm +22.0 (1) 3. Magdalena Neuner +32.9 (2)      | 4. Olga Zajcewa 5. Darja Domraczewa 6. Jekatierina Głazyrina 7. Tora Berger 8. Marie Habert 9. Synnøve Solemdal 10. Franziska Hildebrand                       | 30. Weronika Nowakowska-Ziemniak +4:37.3 (3) 46. Magdalena Gwizdoń +6:15.8 (3) 55. Krystyna Pałka +7:00.0 (5) 86. Karolina Pitoń +13:55.8 (6) DNS Monika Hojnisz           |
| 12 stycznia | Bieg indywidualny Raport IBU | M   | 1. Andriej Makowiejew 47:19.0 (0) 2. Emil Hegle Svendsen +59.7 (2) 3. Björn Ferry +1:14.8 (1) | 4. Simon Fourcade 5. Daniel Mesotitsch 6. Simon Eder 7. Florian Graf 8. Andreas Birnbacher 9. Arnd Peiffer 10. Martin Fourcade                                 | 67. Tomasz Sikora +7:14.6 (4) 77. Łukasz Szczurek +8:22.5 (4) DNS Krzysztof Pływaczyk                                                                                      |
| 13 stycznia | Sprint Raport IBU            | K   | 1. Olga Zajcewa 23:08.1 (0) 2. Tora Berger +25.5 (2) 3. Magdalena Neuner +34.5 (3)            | 4. Marie-Laure Brunet 5. Olga Wiłuchina 6. Jekatierina Głazyrina 7. Weronika Nowakowska-Ziemniak 8. Nastassia Dubarezawa 9. Helena Ekholm 10. Darja Domraczewa | 7. Weronika Nowakowska-Ziemniak +1:12.0 (1) 16. Krystyna Pałka +1:43.5 (2) 69. Magdalena Gwizdoń +4:32.2 (4) 70. Monika Hojnisz +4:39.2 (5) 92. Karolina Pitoń +8:08.6 (5) |
| 14 stycznia | Sprint Raport IBU            | M   | 1. Emil Hegle Svendsen 27:13.1 (1) 2. Simon Fourcade +2.7 (3) 3. Martin Fourcade +9.6 (2)     | 4. Anton Szypulin 5. Andriej Makowiejew 6. Russell Currier 7. Fredrik Lindström 8. Carl Johan Bergman 9. Dmitrij Małyszko 10. Andreas Birnbacher               | 54. Krzysztof Pływaczyk +2:29.9 (0) 72. Łukasz Szczurek +3:16.5 (2) 90. Tomasz Sikora +4:15.4 (5)                                                                          |
| 15 stycznia | Bieg pościgowy Raport IBU    | K   | 1. Tora Berger 31:00.3 (3) 2. Helena Ekholm +17.9 (0) 3. Marie-Laure Brunet +25.1 (0)         | 4. Darja Domraczewa 5. Olga Zajcewa 6. Natalja Burdyga 7. Magdalena Neuner 8. Andrea Henkel 9. Krystyna Pałka 10. Kaisa Mäkäräinen                             | 9. Krystyna Pałka +1:54.9 (1) 15. Weronika Nowakowska-Ziemniak +2:53.9 (3)                                                                                                 |
| 15 stycznia | Bieg pościgowy Raport IBU    | M   | 1. Anton Szypulin 34:50.8 (1) 2. Martin Fourcade +11.1 (3) 2. Arnd Peiffer +11.1 (3)          | 4. Simon Fourcade 5. Dmitrij Małyszko 6. Fredrik Lindström 7. Jewgienij Garaniczew 8. Carl Johan Bergman 9. Emil Hegle Svendsen 10. Andriej Makowiejew         | 52. Krzysztof Pływaczyk +6:14.4 (4) |

Klasyfikacje generalne po startach w Nové Město na Moravě:
| Miejsce | Zawodnik            | Punkty |
| ------- | ------------------- | ------ |
| 1       | Emil Hegle Svendsen | 474    |
| 2       | Martin Fourcade     | 450    |
| 3       | Simon Fourcade      | 395    |
| 4       | Andreas Birnbacher  | 391    |
| 5       | Tarjei Bø           | 377    |
| 6       | Andriej Makowiejew  | 370    |
| 7       | Carl Johan Bergman  | 367    |
| 8       | Jewgienij Ustiugow  | 310    |
| 9       | Arnd Peiffer        | 306    |
| 10      | Benjamin Weger      | 288    |
| ...     |                     |        |
| 59      | Tomasz Sikora       | 32     |

| Miejsce | Zawodnik                     | Punkty |
| ------- | ---------------------------- | ------ |
| 1       | Magdalena Neuner             | 588    |
| 2       | Darja Domraczewa             | 531    |
| 3       | Olga Zajcewa                 | 521    |
| 4       | Kaisa Mäkäräinen             | 491    |
| 5       | Tora Berger                  | 474    |
| 6       | Helena Ekholm                | 450    |
| 7       | Andrea Henkel                | 404    |
| 8       | Marie-Laure Brunet           | 353    |
| 9       | Marie Habert                 | 328    |
| 10      | Synnøve Solemdal             | 305    |
| ...     |                              |        |
| 14      | Krystyna Pałka               | 262    |
| 24      | Weronika Nowakowska-Ziemniak | 161    |
| 33      | Agnieszka Cyl                | 103    |
| 51      | Magdalena Gwizdoń            | 36     |
| 60      | Monika Hojnisz               | 23     |
| 80      | Paulina Bobak                | 3      |

### Puchar Świata w Anterselvie
| Data        | Konkurencja            | K/M | Zwycięzcy                                                                                       | Top 10 | Polacy |
| ----------- | ---------------------- | --- | ----------------------------------------------------------------------------------------------- | --- | --- |
| 19 stycznia | Sprint Raport IBU      | K   | 1. Magdalena Neuner 20:27.7 (1) 2. Kaisa Mäkäräinen +17.5 (0) 3. Darja Domraczewa +30.5 (2)     | 4. Tora Berger 5. Helena Ekholm 6. Olga Wiłuchina 7. Synnøve Solemdal 8. Anastasija Kuźmina 9. Tina Bachmann 10. Swietłana Slepcowa          | 18. Weronika Nowakowska-Ziemniak +1:37.3 (1) 25. Agnieszka Cyl +2:08.8 (1) 40. Krystyna Pałka +2:40.0 (2) 51. Paulina Bobak +3:01.8 (1) 56. Magdalena Gwizdoń +3:13.0 (0) |
| 20 stycznia | Sprint Raport IBU      | M   | 1. Fredrik Lindström 24:37.9 (0) 2. Jewgienij Garaniczew +18.2 (0) 3. Martin Fourcade +19.1 (0) | 4. Andreas Birnbacher 5. Arnd Peiffer 6. Jewgienij Ustiugow 7. Björn Ferry 8. Anton Szypulin 9. Jakov Fak 10. Benjamin Weger 10. Lukas Hofer | 50. Tomasz Sikora +2:19.5 (1) 85. Krzysztof Pływaczyk +3:09.6 (4) 95. Łukasz Szczurek +4:10.3 (7)                                                                         |
| 21 stycznia | Sztafeta Raport IBU    | K   | 1. Francja 1:17:06.5 (0+9) · 2. Białoruś +2.5 (0+10) · 3. Rosja +21.4 (1+11)                    | 4. Norwegia · 5. Ukraina · 6. Niemcy · 7. Włochy · 8. Polska · 9. Kanada · 10. Szwecja                                                       | 8. Polska +2:21.3 (1+12) |
| 21 stycznia | Bieg masowy Raport IBU | M   | 1. Andreas Birnbacher 38:45.7 (1) 2. Anton Szypulin +0.1 (1) 3. Martin Fourcade +0.3 (1)        | 4. Fredrik Lindström 5. Michal Šlesingr 6. Dmitrij Małyszko 7. Jaroslav Soukup 8. Alexis Bœuf 9. Jakov Fak 10. Ole Einar Bjørndalen          | Polacy nie startowali |
| 22 stycznia | Bieg masowy Raport IBU | K   | 1. Darja Domraczewa 35:03.6 (2) 2. Anastasija Kuźmina +25.2 (1) 3. Magdalena Neuner +32.1 (2)   | 4. Tora Berger 5. Swietłana Slepcowa 6. Wita Semerenko 7. Olga Zajcewa 8. Helena Ekholm 9. Marie Habert 10. Teja Gregorin                    | 14. Krystyna Pałka +1:45.3 (2) 17. Weronika Nowakowska-Ziemniak +2:05.8 (3)                                                                                               |
| 22 stycznia | Sztafeta Raport IBU    | M   | 1. Francja 1:12:14.7 (0+7) · 2. Niemcy +12.0 (1+9) · 3. Austria +41.7 (0+9)                     | 4. Rosja · 5. Szwecja · 6. Białoruś · 7. Kanada · 8. Ukraina · 9. Słowenia · 10. Stany Zjednoczone                                           | 16. Polska +4:21.7 (0+5) |

Klasyfikacje generalne po startach w Anterselvie:
| Miejsce | Zawodnik            | Punkty |
| ------- | ------------------- | ------ |
| 1       | Martin Fourcade     | 546    |
| 2       | Emil Hegle Svendsen | 519    |
| 3       | Andreas Birnbacher  | 494    |
| 4       | Simon Fourcade      | 444    |
| 5       | Andriej Makowiejew  | 416    |
| 6       | Tarjei Bø           | 397    |
| 7       | Carl Johan Bergman  | 395    |
| 8       | Jewgienij Ustiugow  | 370    |
| 9       | Anton Szypulin      | 368    |
| 10      | Arnd Peiffer        | 360    |
| ...     |                     |        |
| 60      | Tomasz Sikora       | 32     |

| Miejsce | Zawodnik                     | Punkty |
| ------- | ---------------------------- | ------ |
| 1       | Magdalena Neuner             | 696    |
| 2       | Darja Domraczewa             | 639    |
| 3       | Kaisa Mäkäräinen             | 575    |
| 4       | Tora Berger                  | 560    |
| 5       | Olga Zajcewa                 | 557    |
| 6       | Helena Ekholm                | 524    |
| 7       | Andrea Henkel                | 432    |
| 8       | Marie-Laure Brunet           | 385    |
| 9       | Anastasija Kuźmina           | 370    |
| 10      | Marie Habert                 | 337    |
| ...     |                              |        |
| 17      | Krystyna Pałka               | 290    |
| 23      | Weronika Nowakowska-Ziemniak | 208    |
| 32      | Agnieszka Cyl                | 119    |
| 54      | Magdalena Gwizdoń            | 36     |
| 61      | Monika Hojnisz               | 23     |
| 80      | Paulina Bobak                | 3      |

### Puchar Świata w Oslo/Holmenkollen
| Data     | Konkurencja               | K/M | Zwycięzcy                                                                                           | Top 10 | Polacy |
| -------- | ------------------------- | --- | --------------------------------------------------------------------------------------------------- | --- | --- |
| 2 lutego | Sprint Raport IBU         | K   | 1. Magdalena Neuner 20:41.9 (0) 2. Darja Domraczewa +38.2 (1) 3. Tora Berger +48.9 (1)              | 4. Marie Habert 5. Andrea Henkel 6. Olga Zajcewa 7. Anastasija Kuźmina 8. Synnøve Solemdal 9. Kaisa Mäkäräinen 10. Marie-Laure Brunet | 37. Magdalena Gwizdoń +2:33.2 (2) 41. Agnieszka Cyl +2:38.5 (2) 42. Paulina Bobak +2:40.5 (1) 46. Krystyna Pałka +2:57.9 (3) |
| 2 lutego | Sprint Raport IBU         | M   | 1. Jewgienij Garaniczew 25:22.2 (0) 2. Arnd Peiffer +0.7 (0) 3. Emil Hegle Svendsen +11.8 (2)       | 4. Alexis Bœuf 5. Ole Einar Bjørndalen 6. Jakov Fak 7. Jewgienij Ustiugow 8. Lowell Bailey 9. Brendan Green 10. Martin Fourcade       | 55. Krzysztof Pływaczyk +2:27.0 (1)                                                                                          |
| 4 lutego | Bieg pościgowy Raport IBU | K   | 1. Magdalena Neuner 30:31.1 (2) 2. Olga Zajcewa +36.5 (0) 3. Darja Domraczewa +51.4 (2)             | 4. Tora Berger 5. Kaisa Mäkäräinen 6. Olga Wiłuchina 7. Marie-Laure Brunet 8. Marie Habert 9. Veronika Vítková 10. Tina Bachmann      | 27. Magdalena Gwizdoń +4:01.8 (2) 31. Krystyna Pałka +4:34.2 (2) 39. Agnieszka Cyl +5:24.8 (4) 52. Paulina Bobak +7:00.9 (5) |
| 4 lutego | Bieg pościgowy Raport IBU | M   | 1. Arnd Peiffer 31:44.0 (0) 2. Emil Hegle Svendsen +31.2 (2) 3. Jewgienij Garaniczew +36.3 (2)      | 4. Martin Fourcade 5. Jakov Fak 6. Tim Burke 7. Jewgienij Ustiugow 8. Florian Graf 9. Michal Šlesingr 10. Ole Einar Bjørndalen        | 44. Krzysztof Pływaczyk +5:25.8 (3)                                                                                          |
| 5 lutego | Bieg masowy Raport IBU    | K   | 1. Andrea Henkel 35:10,3 (1) 2. Darja Domraczewa +26,6 (4) 3. Teja Gregorin +27,2 (0)               | 4. Helena Ekholm 5. Marie-Laure Brunet 6. Olga Wiłuchina 7. Synnøve Solemdal 8. Marie Habert 9. Kaisa Mäkäräinen 10. Krystyna Pałka   | 10. Krystyna Pałka +1:12,4 (2)                                                                                               |
| 5 lutego | Bieg masowy Raport IBU    | M   | 1. Emil Hegle Svendsen 40:44.1 (2) 2. Andreas Birnbacher +6.3 (0) 3. Jewgienij Garaniczew +17.8 (2) | 4. Dmitrij Małyszko 5. Martin Fourcade 6. Jewgienij Ustiugow 7. Jakov Fak 8. Tim Burke 9. Tarjei Bø 10. Brendan Green                 | Polacy nie startowali |

Klasyfikacje generalne po startach w Oslo/Holmenkollen:
| Miejsce | Zawodnik            | Punkty |
| ------- | ------------------- | ------ |
| 1       | Emil Hegle Svendsen | 681    |
| 2       | Martin Fourcade     | 660    |
| 3       | Andreas Birnbacher  | 607    |
| 4       | Simon Fourcade      | 489    |
| 5       | Jewgienij Ustiugow  | 480    |
| 6       | Arnd Peiffer        | 474    |
| 7       | Tarjei Bø           | 463    |
| 8       | Carl Johan Bergman  | 450    |
| 9       | Andriej Makowiejew  | 434    |
| 10      | Benjamin Weger      | 422    |
| ...     |                     |        |
| 63      | Tomasz Sikora       | 32     |

| Miejsce | Zawodnik                     | Punkty |
| ------- | ---------------------------- | ------ |
| 1       | Magdalena Neuner             | 816    |
| 2       | Darja Domraczewa             | 795    |
| 3       | Tora Berger                  | 681    |
| 4       | Kaisa Mäkäräinen             | 679    |
| 5       | Olga Zajcewa                 | 672    |
| 6       | Helena Ekholm                | 609    |
| 7       | Andrea Henkel                | 562    |
| 8       | Marie-Laure Brunet           | 492    |
| 9       | Marie Habert                 | 481    |
| 10      | Olga Wiłuchina               | 461    |
| ...     |                              |        |
| 15      | Krystyna Pałka               | 331    |
| 25      | Weronika Nowakowska-Ziemniak | 208    |
| 38      | Agnieszka Cyl                | 121    |
| 54      | Magdalena Gwizdoń            | 54     |
| 64      | Monika Hojnisz               | 23     |
| 83      | Paulina Bobak                | 3      |

### Puchar Świata w Kontiolahti
| Data      | Konkurencja                  | K/M | Zwycięzcy                                                                                      | Top 10 | Polacy |
| --------- | ---------------------------- | --- | ---------------------------------------------------------------------------------------------- | --- | --- |
| 10 lutego | Sztafeta mieszana Raport IBU | K/M | 1. Francja 1:26:22.9 (0+5) 2. Ukraina +1.0 (0+4) 3. Słowacja +43.6 (0+8)                       | 4. Rosja 5. Niemcy 6. Stany Zjednoczone 7. Finlandia 8. Białoruś 9. Estonia 10. Włochy                                                   | 15. Polska +6:50.9 (0+10) |
| 11 lutego | Sprint Raport IBU            | M   | 1. Martin Fourcade 24:58.2 (1) 2. Timofiej Łapszyn +0.8 (0) 3. Benjamin Weger +1.6 (0)         | 4. Ole Einar Bjørndalen 5. Lowell Bailey 6. Russell Currier 7. Dmitrij Małyszko 8. Christoph Sumann 9. Daniel Böhm 10. Anton Szypulin    | 78. Łukasz Szczurek +3:34.5 (3) 81. Krzysztof Pływaczyk +3:52.0 (5) |
| 11 lutego | Sprint Raport IBU            | K   | 1. Magdalena Neuner 23:07.4 (1) 2. Kaisa Mäkäräinen +12.3 (1) 3. Darja Domraczewa +17.0 (2)    | 4. Olga Zajcewa 5. Anastasija Kuźmina 6. Miriam Gössner 7. Anna Bogalij-Titowiec 8. Tina Bachmann 9. Olga Wiłuchina 10. Tora Berger      | 22. Magdalena Gwizdoń +1:44.7 (0) 29. Paulina Bobak +2:02.6 (1) 32. Krystyna Pałka +2:07.7 (2) 36. Weronika Nowakowska-Ziemniak +2:16.5 (1) 57. Agnieszka Cyl +3:18.3 (3) |
| 12 lutego | Bieg pościgowy Raport IBU    | M   | 1. Ole Einar Bjørndalen 33:43.8 (2) 2. Martin Fourcade +13.8 (3) 3. Dmitrij Małyszko +22.7 (2) | 4. Emil Hegle Svendsen 5. Jewgienij Garaniczew 6. Christoph Sumann 7. Benjamin Weger 8. Anton Szypulin 9. Lukas Hofer 10. Simon Fourcade | Polacy nie startowali |
| 12 lutego | Bieg pościgowy Raport IBU    | K   | 1. Kaisa Mäkäräinen 32:23.0 (1) 2. Magdalena Neuner +35.9 (4) 3. Darja Domraczewa +37.0 (4)    | 4. Olga Zajcewa 5. Tora Berger 6. Tina Bachmann 7. Olga Wiłuchina 8. Andrea Henkel 9. Zina Kocher 10. Anastasija Kuźmina                 | 23. Krystyna Pałka +5:24.9 (4) 32. Weronika Nowakowska-Ziemniak +6:24.5 (4) 40. Magdalena Gwizdoń +7:18.7 (5) 47. Paulina Bobak +8:11.4 (6)                               |

Klasyfikacje generalne po startach w Kontiolahti:
| Miejsce | Zawodnik             | Punkty |
| ------- | -------------------- | ------ |
| 1       | Martin Fourcade      | 774    |
| 2       | Emil Hegle Svendsen  | 753    |
| 3       | Andreas Birnbacher   | 607    |
| 4       | Simon Fourcade       | 530    |
| 5       | Benjamin Weger       | 506    |
| 6       | Andriej Makowiejew   | 488    |
| 7       | Jewgienij Ustiugow   | 480    |
| 8       | Arnd Peiffer         | 474    |
| 9       | Tarjei Bø            | 463    |
| 10      | Ole Einar Bjørndalen | 459    |
| 10      | Anton Szypulin       | 459    |
| ...     |                      |        |
| 67      | Tomasz Sikora        | 32     |

| Miejsce | Zawodnik                     | Punkty |
| ------- | ---------------------------- | ------ |
| 1       | Magdalena Neuner             | 930    |
| 2       | Darja Domraczewa             | 891    |
| 3       | Kaisa Mäkäräinen             | 793    |
| 4       | Olga Zajcewa                 | 758    |
| 5       | Tora Berger                  | 752    |
| 6       | Helena Ekholm                | 666    |
| 7       | Andrea Henkel                | 621    |
| 8       | Olga Wiłuchina               | 529    |
| 9       | Anastasija Kuźmina           | 526    |
| 10      | Marie Habert                 | 525    |
| ...     |                              |        |
| 16      | Krystyna Pałka               | 358    |
| 25      | Weronika Nowakowska-Ziemniak | 222    |
| 41      | Agnieszka Cyl                | 121    |
| 50      | Magdalena Gwizdoń            | 74     |
| 66      | Monika Hojnisz               | 23     |
| 72      | Paulina Bobak                | 15     |

### Mistrzostwa Świata w Ruhpolding
| Data     | Konkurencja                  | K/M | Zwycięzcy                                                                                       | Top 10 | Polacy |
| -------- | ---------------------------- | --- | ----------------------------------------------------------------------------------------------- | --- | --- |
| 1 marca  | Sztafeta mieszana Raport IBU | K/M | 1. Norwegia 1:12:29.3 (1+11) 2. Słowenia +20.2 (0+7) 3. Niemcy +32.8 (1+10)                     | 4. Szwecja 5. Rosja 6. Białoruś 7. Słowacja 8. Czechy 9. Włochy 10. Szwajcaria                                                                       | 13. Polska +2:50.3 (0+6) |
| 3 marca  | Sprint Raport IBU            | M   | 1. Martin Fourcade 24:18.6 (2) 2. Emil Hegle Svendsen +15.1 (2) 3. Carl Johan Bergman +17.7 (0) | 4. Daniel Mesotitsch 5. Simon Fourcade 6. Fredrik Lindström 7. Björn Ferry 8. Markus Windisch 9. Alexis Bœuf 10. Tim Burke                           | 54. Tomasz Sikora +2:20.6 (2) 73. Krzysztof Pływaczyk +2:58.9 (2) 85. Łukasz Szczurek +3:54.6 (1) 96. Rafał Lepel +4:45.0 (0)               |
| 3 marca  | Sprint Raport IBU            | K   | 1. Magdalena Neuner 21:07.0 (0) 2. Darja Domraczewa +15.2 (0) 3. Wita Semerenko +37.6 (0)       | 4. Helena Ekholm 5. Marie-Laure Brunet 6. Tora Berger 7. Swietłana Slepcowa 8. Olga Wiłuchina 9. Marie Habert 10. Anastasija Kuźmina                 | 17. Magdalena Gwizdoń +1:46.9 (0) 20. Weronika Nowakowska-Ziemniak +1:50.0 (1) 21. Krystyna Pałka +1:55.2 (0) 30. Agnieszka Cyl +2:27.5 (1) |
| 4 marca  | Bieg pościgowy Raport IBU    | M   | 1. Martin Fourcade 33:39.4 (4) 2. Carl Johan Bergman +5.2 (2) 3. Anton Szypulin +22.1 (1)       | 4. Daniel Mesotitsch 5. Emil Hegle Svendsen 6. Simon Fourcade 7. Tarjei Bø 8. Jakov Fak 9. Simon Schempp 10. Fredrik Lindström                       | 51. Tomasz Sikora +5:51.9 (5) |
| 4 marca  | Bieg Pościgowy Raport IBU    | K   | 1. Darja Domraczewa 29:39.6 (2) 2. Magdalena Neuner +25.1 (3) 3. Olga Wiłuchina +1:15.4 (1)     | 4. Tora Berger 5. Helena Ekholm 6. Marie-Laure Brunet 7. Olga Zajcewa 8. Olga Wiłuchina 9. Wita Semerenko 10. Anna Maria Nilsson                     | 15. Magdalena Gwizdoń +3:04.4 (0) 17. Weronika Nowakowska-Ziemniak +3:09.2 (2) 27. Krystyna Pałka +4:11.0 (3) 38. Agnieszka Cyl +4:54.8 (3) |
| 6 marca  | Bieg indywidualny Raport IBU | M   | 1. Jakov Fak 46:48.2 (1) 2. Simon Fourcade +7.0 (1) 3. Jaroslav Soukup +12:3 (1)                | 4. Andreas Birnbacher 5. Klemen Bauer 6. Michal Šlesingr 7. Arnd Peiffer 8. Emil Hegle Svendsen 9. Siarhiej Nowikau 10. Fredrik Lindström            | 37. Tomasz Sikora +3:38.4 (1) 54. Krzysztof Pływaczyk +4:37.4 (2) 73. Adam Kwak +6:38.7 (2) 79. Łukasz Szczurek +6:51.3 (3)                 |
| 7 marca  | Bieg indywidualny Raport IBU | K   | 1. Tora Berger 42:30.0 (1) 2. Marie-Laure Brunet +56.4 (1) 3. Helena Ekholm +1:11.1 (1)         | 4. Marie Habert 5. Susan Dunklee 6. Olga Zajcewa 7. Swietłana Slepcowa 8. Olga Wiłuchina 9. Michela Ponza 10. Anastasija Kuźmina                     | 21. Weronika Nowakowska-Ziemniak +4:37.9 (3) 24. Magdalena Gwizdoń +4:48.4 (2) 45. Paulina Bobak +6:25.1 (2) 65. Krystyna Pałka +7:52.6 (6) |
| 9 marca  | Sztafeta Raport IBU          | M   | 1. Norwegia 1:17:26.8 (1+7) · 2. Francja +29.7 (0+10) · 3. Niemcy +53.0 (0+10)                  | 4. Włochy · 5. Austria · 6. Rosja · 7. Szwajcaria · 8. Ukraina · 9. Czechy · 10. Stany Zjednoczone                                                   | LPD Polska (4+13) |
| 10 marca | Sztafeta Raport IBU          | K   | 1. Niemcy 1:09:33.0 (1+10) · 2. Francja +28.5 (0+7) · 3. Norwegia +39.5 (0+12)                  | 4. Białoruś · 5. Szwecja · 6. Ukraina · 7. Rosja · 8. Słowacja · 9. Polska · 10. Czechy                                                              | 10. Polska +1:13:19.7 (1+12) |
| 11 marca | Bieg masowy Raport IBU       | M   | 1. Martin Fourcade 38:25.4 (2) 2. Björn Ferry +3.0 (0) 3. Fredrik Lindström +3.4 (2)            | 4. Andreas Birnbacher 5. Simon Fourcade 6. Carl Johan Bergman 7. Arnd Peiffer 8. Ole Einar Bjørndalen 9. Jewgienij Garaniczew 10. Jewgienij Ustiugow | Polacy nie startowali. |
| 11 marca | Bieg masowy Raport IBU       | K   | 1. Tora Berger 35:41.6 (1) 2. Marie-Laure Brunet +8.1 (1) 3. Kaisa Mäkäräinen +12.7 (1)         | 4. Tina Bachmann 5. Darja Domraczewa 6. Marie Habert 7. Wita Semerenko 8. Anastasija Kuźmina 9. Weronika Nowakowska-Ziemniak 10. Magdalena Neuner    | 9. Weronika Nowakowska-Ziemniak +1:03.3 (2) 25. Krystyna Pałka +3:09.6 (5) 29. Magdalena Gwizdoń +5:26.5 (5)                                |

Klasyfikacje generalne po startach w Ruhpolding:
| Miejsce | Zawodnik            | Punkty |
| ------- | ------------------- | ------ |
| 1       | Martin Fourcade     | 970    |
| 2       | Emil Hegle Svendsen | 904    |
| 3       | Andreas Birnbacher  | 747    |
| 4       | Simon Fourcade      | 702    |
| 5       | Carl Johan Bergman  | 590    |
| 6       | Arnd Peiffer        | 574    |
| 7       | Tarjei Bø           | 570    |
| 8       | Anton Szypulin      | 547    |
| 9       | Benjamin Weger      | 536    |
| 10      | Andriej Makowiejew  | 531    |
|         | ...                 |        |
| 70      | Tomasz Sikora       | 36     |

| Miejsce | Zawodnik                     | Punkty |
| ------- | ---------------------------- | ------ |
| 1       | Magdalena Neuner             | 1093   |
| 2       | Darja Domraczewa             | 1061   |
| 3       | Tora Berger                  | 953    |
| 4       | Kaisa Mäkäräinen             | 889    |
| 5       | Olga Zajcewa                 | 857    |
| 6       | Helena Ekholm                | 823    |
| 7       | Andrea Henkel                | 708    |
| 8       | Marie-Laure Brunet           | 705    |
| 9       | Marie Habert                 | 670    |
| 10      | Olga Wiłuchina               | 667    |
|         | ...                          |        |
| 17      | Krystyna Pałka               | 408    |
| 21      | Weronika Nowakowska-Ziemniak | 319    |
| 38      | Magdalena Gwizdoń            | 153    |
| 42      | Agnieszka Cyl                | 135    |
| 68      | Monika Hojnisz               | 23     |
| 74      | Paulina Bobak                | 15     |

### Puchar Świata w Chanty-Mansyjsku
| Data     | Konkurencja               | K/M | Zwycięzcy                                                                                 | Top 10 | Polacy                                                                      |
| -------- | ------------------------- | --- | ----------------------------------------------------------------------------------------- | --- | --------------------------------------------------------------------------- |
| 16 marca | Sprint Raport IBU         | M   | 1. Martin Fourcade 26:40.2 (0) 2. Arnd Peiffer +5.3 (1) 3. Fredrik Lindström +6.7 (0)     | 4. Tim Burke 5. Emil Hegle Svendsen 6. Tarjei Bø 7. Simon Hallenbarter 8. Jean-Philippe Leguellec 9. Carl Johan Bergman 10. Jakov Fak         | 44. Tomasz Sikora +2:03.0 (2)                                               |
| 16 marca | Sprint Raport IBU         | K   | 1. Magdalena Neuner 22:11.5 (2) 2. Wita Semerenko +3.2 (0) 3. Darja Domraczewa +16.2 (1)  | 4. Kaisa Mäkäräinen 5. Helena Ekholm 6. Andrea Henkel 7. Tora Berger 8. Jana Gereková 9. Zina Kocher 10. Susan Dunklee                        | 14. Krystyna Pałka +1:14.6 (1) 41. Weronika Nowakowska-Ziemniak +2:37.8 (2) |
| 17 marca | Bieg pościgowy Raport IBU | M   | 1. Martin Fourcade 34:47.1 (1) 2. Arnd Peiffer +19.6 (1) 3. Emil Hegle Svendsen +34.7 (2) | 4. Dmitrij Małyszko 5. Tarjei Bø 6. Michal Šlesingr 7. Dominik Landertinger 8. Carl Johan Bergman 9. Simon Hallenbarter 10. Fredrik Lindström | DNF Tomasz Sikora                                                           |
| 17 marca | Bieg pościgowy Raport IBU | K   | 1. Darja Domraczewa 32:44.5 (2) 2. Kaisa Mäkäräinen +24.8 (2) 3. Wita Semerenko +32.1 (2) | 4. Magdalena Neuner 5. Tora Berger 6. Marie-Laure Brunet 7. Andrea Henkel 8. Marie Habert 9. Susan Dunklee 10. Krystyna Pałka                 | 10. Krystyna Pałka +2:01.0 (2) 35. Weronika Nowakowska-Ziemniak +4:48.3 (2) |
| 18 marca | Bieg masowy Raport IBU    | M   | 1. Emil Hegle Svendsen 43:15.7 (2) 2. Arnd Peiffer +23.5 (4) 3. Anton Szypulin +31.8 (2)  | 4. Andreas Birnbacher 5. Florian Graf 6. Dmitrij Małyszko 7. Lukas Hofer 8. Timofiej Łapszyn 9. Tarjei Bø 10. Jewgienij Garaniczew            | polacy nie startowali                                                       |
| 18 marca | Bieg masowy Raport IBU    | K   | 1. Darja Domraczewa 39:01.4 (3) 2. Tora Berger +10.0 (1) 3. Kaisa Mäkäräinen +32.6 (4)    | 4. Anastasija Kuźmina 5. Marie-Laure Brunet 6. Magdalena Neuner 7. Tiril Eckhoff 8. Marie Habert 9. Zina Kocher 10. Andrea Henkel             | 12. Krystyna Pałka +1:59.6 (3) 26. Weronika Nowakowska-Ziemniak +3:13.1 (2) |

Klasyfikacje generalne po startach w Chanty-Mansyjsku:
| Miejsce | Zawodnik            | Punkty |
| ------- | ------------------- | ------ |
| 1       | Martin Fourcade     | 1100   |
| 2       | Emil Hegle Svendsen | 1035   |
| 3       | Andreas Birnbacher  | 837    |
| 4       | Arnd Peiffer        | 736    |
| 5       | Simon Fourcade      | 716    |
| 6       | Carl Johan Bergman  | 685    |
| 7       | Tarjei Bø           | 680    |
| 8       | Anton Szypulin      | 637    |
| 9       | Fredrik Lindström   | 615    |
| 10      | Michal Šlesingr     | 602    |
|         | ...                 |        |
| 72      | Tomasz Sikora       | 36     |

| Miejsce | Zawodnik                     | Punkty |
| ------- | ---------------------------- | ------ |
| 1       | Magdalena Neuner             | 1216   |
| 2       | Darja Domraczewa             | 1188   |
| 3       | Tora Berger                  | 1054   |
| 4       | Kaisa Mäkäräinen             | 1007   |
| 5       | Helena Ekholm                | 893    |
| 6       | Olga Zajcewa                 | 857    |
| 7       | Marie-Laure Brunet           | 807    |
| 8       | Andrea Henkel                | 806    |
| 9       | Marie Habert                 | 749    |
| 10      | Anastasija Kuźmina           | 721    |
|         | ...                          |        |
| 17      | Krystyna Pałka               | 495    |
| 24      | Weronika Nowakowska-Ziemniak | 340    |
| 41      | Magdalena Gwizdoń            | 153    |
| 44      | Agnieszka Cyl                | 135    |
| 71      | Monika Hojnisz               | 23     |
| 77      | Paulina Bobak                | 15     |

## Wyniki zbiorcze

### Mężczyźni
| Östersund, 30.11.2011 – 4.12.2011 | Östersund, 30.11.2011 – 4.12.2011 | Östersund, 30.11.2011 – 4.12.2011 | Östersund, 30.11.2011 – 4.12.2011 | Östersund, 30.11.2011 – 4.12.2011 |
| Data                              | Konkurencja                       | miejsce                           | miejsce                           | miejsce                           |
| --------------------------------- | --------------------------------- | --------------------------------- | --------------------------------- | --------------------------------- |
| 30 listopada 2011                 | Bieg indywidualny (20 km)         | Martin Fourcade                   | Michal Šlesingr                   | Simon Schempp                     |
| 2 grudnia 2011                    | Sprint (10 km)                    | Carl Johan Bergman                | Tarjei Bø                         | Emil Hegle Svendsen               |
| 4 grudnia 2011                    | Bieg pościgowy (12,5 km)          | Martin Fourcade                   | Emil Hegle Svendsen               | Jaroslav Soukup                   |

| Hochfilzen, 9.12.2011 – 11.12.2011 | Hochfilzen, 9.12.2011 – 11.12.2011 | Hochfilzen, 9.12.2011 – 11.12.2011                                       | Hochfilzen, 9.12.2011 – 11.12.2011                                                | Hochfilzen, 9.12.2011 – 11.12.2011                                   |
| Data                               | Konkurencja                        | miejsce                                                                  | miejsce                                                                           | miejsce                                                              |
| ---------------------------------- | ---------------------------------- | ------------------------------------------------------------------------ | --------------------------------------------------------------------------------- | -------------------------------------------------------------------- |
| 9 grudnia 2011                     | Sprint (10 km)                     | Carl Johan Bergman                                                       | Andriej Makowiejew                                                                | Benjamin Weger                                                       |
| 10 grudnia 2011                    | Bieg pościgowy (12,5 km)           | Emil Hegle Svendsen                                                      | Tarjei Bø                                                                         | Benjamin Weger                                                       |
| 11 grudnia 2011                    | Sztafeta (4 × 7,5 km)              | Norwegia Rune Brattsveen · Lars Berger · Emil Hegle Svendsen · Tarjei Bø | Rosja Anton Szypulin · Andriej Makowiejew · Jewgienij Ustiugow · Dmitrij Małyszko | Francja Vincent Jay · Simon Fourcade · Alexis Bœuf · Martin Fourcade |

| Hochfilzen, 15.12.2011 – 17.12.2011 | Hochfilzen, 15.12.2011 – 17.12.2011 | Hochfilzen, 15.12.2011 – 17.12.2011 | Hochfilzen, 15.12.2011 – 17.12.2011 | Hochfilzen, 15.12.2011 – 17.12.2011 |
| Data                                | Konkurencja                         | miejsce                             | miejsce                             | miejsce                             |
| ----------------------------------- | ----------------------------------- | ----------------------------------- | ----------------------------------- | ----------------------------------- |
| 15 grudnia 2011                     | Sprint (10 km)                      | Tarjei Bø                           | Martin Fourcade                     | Timofiej Łapszyn                    |
| 17 grudnia 2011                     | Bieg pościgowy (12,5 km)            | Andreas Birnbacher                  | Ole Einar Bjørndalen                | Simon Fourcade                      |

| Oberhof, 4.01.2012 – 8.01.2012 | Oberhof, 4.01.2012 – 8.01.2012 | Oberhof, 4.01.2012 – 8.01.2012                                                 | Oberhof, 4.01.2012 – 8.01.2012                                                     | Oberhof, 4.01.2012 – 8.01.2012                                                 |
| Data                           | Konkurencja                    | miejsce                                                                        | miejsce                                                                            | miejsce                                                                        |
| ------------------------------ | ------------------------------ | ------------------------------------------------------------------------------ | ---------------------------------------------------------------------------------- | ------------------------------------------------------------------------------ |
| 5 stycznia 2012                | Sztafeta (4 × 7,5 km)          | Włochy Christian De Lorenzi · Markus Windisch · Dominik Windisch · Lukas Hofer | Rosja Anton Szypulin · Jewgienij Garaniczew · Jewgienij Ustiugow · Aleksiej Wołkow | Szwecja Tobias Arwidson · Björn Ferry · Fredrik Lindström · Carl Johan Bergman |
| 7 stycznia 2012                | Sprint (10 km)                 | Arnd Peiffer                                                                   | Simon Fourcade                                                                     | Jewgienij Ustiugow                                                             |
| 8 stycznia 2012                | Bieg masowy (15 km)            | Andreas Birnbacher                                                             | Simon Fourcade                                                                     | Emil Hegle Svendsen                                                            |

| Nové Město na Moravě, 11.01.2012 – 15.01.2012 | Nové Město na Moravě, 11.01.2012 – 15.01.2012 | Nové Město na Moravě, 11.01.2012 – 15.01.2012 | Nové Město na Moravě, 11.01.2012 – 15.01.2012 | Nové Město na Moravě, 11.01.2012 – 15.01.2012 |
| Data                                          | Konkurencja                                   | miejsce                                       | miejsce                                       | miejsce                                       |
| --------------------------------------------- | --------------------------------------------- | --------------------------------------------- | --------------------------------------------- | --------------------------------------------- |
| 12 stycznia 2012                              | Bieg indywidualny (20 km)                     | Andriej Makowiejew                            | Emil Hegle Svendsen                           | Björn Ferry                                   |
| 14 stycznia 2012                              | Sprint (10 km)                                | Emil Hegle Svendsen                           | Simon Fourcade                                | Martin Fourcade                               |
| 15 stycznia 2012                              | Bieg pościgowy (12,5 km)                      | Anton Szypulin                                | Martin Fourcade Arnd Peiffer                  |                                               |

| Anterselva, 19.01.2012 – 22.01.2012 | Anterselva, 19.01.2012 – 22.01.2012 | Anterselva, 19.01.2012 – 22.01.2012                                             | Anterselva, 19.01.2012 – 22.01.2012                                     | Anterselva, 19.01.2012 – 22.01.2012                                             |
| Data                                | Konkurencja                         | miejsce                                                                         | miejsce                                                                 | miejsce                                                                         |
| ----------------------------------- | ----------------------------------- | ------------------------------------------------------------------------------- | ----------------------------------------------------------------------- | ------------------------------------------------------------------------------- |
| 20 stycznia 2012                    | Sprint (10 km)                      | Fredrik Lindström                                                               | Jewgienij Garaniczew                                                    | Martin Fourcade                                                                 |
| 21 stycznia 2012                    | Bieg masowy (15 km)                 | Andreas Birnbacher                                                              | Anton Szypulin                                                          | Martin Fourcade                                                                 |
| 22 stycznia 2012                    | Sztafeta (4 × 7,5 km)               | Francja Jean-Guillaume Béatrix · Simon Fourcade · Alexis Bœuf · Martin Fourcade | Niemcy Michael Rösch · Andreas Birnbacher · Florian Graf · Arnd Peiffer | Austria Simon Eder · Tobias Eberhard · Daniel Mesotitsch · Dominik Landertinger |

| Oslo/Holmenkollen, 2.02.2012 – 5.02.2012 | Oslo/Holmenkollen, 2.02.2012 – 5.02.2012 | Oslo/Holmenkollen, 2.02.2012 – 5.02.2012 | Oslo/Holmenkollen, 2.02.2012 – 5.02.2012 | Oslo/Holmenkollen, 2.02.2012 – 5.02.2012 |
| Data                                     | Konkurencja                              | miejsce                                  | miejsce                                  | miejsce                                  |
| ---------------------------------------- | ---------------------------------------- | ---------------------------------------- | ---------------------------------------- | ---------------------------------------- |
| 2 lutego 2012                            | Sprint (10 km)                           | Jewgienij Garaniczew                     | Arnd Peiffer                             | Emil Hegle Svendsen                      |
| 4 lutego 2012                            | Bieg pościgowy (12,5 km)                 | Arnd Peiffer                             | Emil Hegle Svendsen                      | Jewgienij Garaniczew                     |
| 5 lutego 2012                            | Bieg masowy (15 km)                      | Emil Hegle Svendsen                      | Andreas Birnbacher                       | Jewgienij Garaniczew                     |

| Kontiolahti, 10.02.2012 – 11.02.2012 | Kontiolahti, 10.02.2012 – 11.02.2012 | Kontiolahti, 10.02.2012 – 11.02.2012 | Kontiolahti, 10.02.2012 – 11.02.2012 | Kontiolahti, 10.02.2012 – 11.02.2012 |
| Data                                 | Konkurencja                          | miejsce                              | miejsce                              | miejsce                              |
| ------------------------------------ | ------------------------------------ | ------------------------------------ | ------------------------------------ | ------------------------------------ |
| 11 lutego 2012                       | Sprint (10 km)                       | Martin Fourcade                      | Timofiej Łapszyn                     | Benjamin Weger                       |
| 12 lutego 2012                       | Bieg pościgowy (12,5 km)             | Ole Einar Bjørndalen                 | Martin Fourcade                      | Dmitrij Małyszko                     |

| Ruhpolding, 3.03.2012 – 11.03.2012 | Ruhpolding, 3.03.2012 – 11.03.2012 | Ruhpolding, 3.03.2012 – 11.03.2012                                                | Ruhpolding, 3.03.2012 – 11.03.2012                                              | Ruhpolding, 3.03.2012 – 11.03.2012                                       |
| Data                               | Konkurencja                        | miejsce                                                                           | miejsce                                                                         | miejsce                                                                  |
| ---------------------------------- | ---------------------------------- | --------------------------------------------------------------------------------- | ------------------------------------------------------------------------------- | ------------------------------------------------------------------------ |
| 3 marca 2012                       | Sprint (10 km)                     | Martin Fourcade                                                                   | Emil Hegle Svendsen                                                             | Carl Johan Bergman                                                       |
| 4 marca 2012                       | Bieg pościgowy (12,5 km)           | Martin Fourcade                                                                   | Carl Johan Bergman                                                              | Anton Szypulin                                                           |
| 6 marca 2012                       | Bieg indywidualny (20 km)          | Jakov Fak                                                                         | Simon Fourcade                                                                  | Jaroslav Soukup                                                          |
| 9 marca 2012                       | Sztafeta (4 × 7,5 km)              | Norwegia Ole Einar Bjørndalen · Rune Brattsveen · Tarjei Bø · Emil Hegle Svendsen | Francja Jean-Guillaume Béatrix · Simon Fourcade · Alexis Bœuf · Martin Fourcade | Niemcy Simon Schempp · Andreas Birnbacher · Michael Greis · Arnd Peiffer |
| 11 marca 2012                      | Bieg masowy (15 km)                | Martin Fourcade                                                                   | Björn Ferry                                                                     | Fredrik Lindström                                                        |

| Chanty-Mansyjsk, 16.03.2012 – 18.03.2012 | Chanty-Mansyjsk, 16.03.2012 – 18.03.2012 | Chanty-Mansyjsk, 16.03.2012 – 18.03.2012 | Chanty-Mansyjsk, 16.03.2012 – 18.03.2012 | Chanty-Mansyjsk, 16.03.2012 – 18.03.2012 |
| Data                                     | Konkurencja                              | miejsce                                  | miejsce                                  | miejsce                                  |
| ---------------------------------------- | ---------------------------------------- | ---------------------------------------- | ---------------------------------------- | ---------------------------------------- |
| 16 marca 2012                            | Sprint (10 km)                           | Martin Fourcade                          | Arnd Peiffer                             | Fredrik Lindström                        |
| 17 marca 2012                            | Bieg pościgowy (12,5 km)                 | Martin Fourcade                          | Arnd Peiffer                             | Emil Hegle Svendsen                      |
| 18 marca 2012                            | Bieg masowy (15 km)                      | Emil Hegle Svendsen                      | Arnd Peiffer                             | Anton Szypulin                           |

### Kobiety
| Östersund, 1.12.2011 – 5.12.2011 | Östersund, 1.12.2011 – 5.12.2011 | Östersund, 1.12.2011 – 5.12.2011 | Östersund, 1.12.2011 – 5.12.2011 | Östersund, 1.12.2011 – 5.12.2011 |
| Data                             | Konkurencja                      | miejsce                          | miejsce                          | miejsce                          |
| -------------------------------- | -------------------------------- | -------------------------------- | -------------------------------- | -------------------------------- |
| 1 grudnia 2011                   | Bieg indywidualny (15 km)        | Darja Domraczewa                 | Anna Maria Nilsson               | Magdalena Neuner                 |
| 3 grudnia 2011                   | Sprint (7,5 km)                  | Magdalena Neuner                 | Tora Berger                      | Kaisa Mäkäräinen                 |
| 5 grudnia 2011                   | Bieg pościgowy (10 km)           | Tora Berger                      | Kaisa Mäkäräinen                 | Magdalena Neuner                 |

| Hochfilzen, 9.12.2011 – 11.12.2011 | Hochfilzen, 9.12.2011 – 11.12.2011 | Hochfilzen, 9.12.2011 – 11.12.2011                                               | Hochfilzen, 9.12.2011 – 11.12.2011                                         | Hochfilzen, 9.12.2011 – 11.12.2011                                                 |
| Data                               | Konkurencja                        | miejsce                                                                          | miejsce                                                                    | miejsce                                                                            |
| ---------------------------------- | ---------------------------------- | -------------------------------------------------------------------------------- | -------------------------------------------------------------------------- | ---------------------------------------------------------------------------------- |
| 9 grudnia 2011                     | Sprint (7,5 km)                    | Magdalena Neuner                                                                 | Kaisa Mäkäräinen                                                           | Olga Zajcewa                                                                       |
| 10 grudnia 2011                    | Bieg pościgowy (10 km)             | Darja Domraczewa                                                                 | Olga Zajcewa                                                               | Magdalena Neuner                                                                   |
| 11 grudnia 2011                    | Sztafeta (4 × 6 km)                | Norwegia Fanny Welle-Strand Horn · Elise Ringen · Synnøve Solemdal · Tora Berger | Francja Marie-Laure Brunet · Anaïs Bescond · Sophie Boilley · Marie Habert | Rosja Swietłana Slepcowa · Natalja Sorokina · Anna Bogalij-Titowiec · Olga Zajcewa |

| Hochfilzen, 16.12.2011 – 17.12.2011 | Hochfilzen, 16.12.2011 – 17.12.2011 | Hochfilzen, 16.12.2011 – 17.12.2011 | Hochfilzen, 16.12.2011 – 17.12.2011 | Hochfilzen, 16.12.2011 – 17.12.2011 |
| Data                                | Konkurencja                         | miejsce                             | miejsce                             | miejsce                             |
| ----------------------------------- | ----------------------------------- | ----------------------------------- | ----------------------------------- | ----------------------------------- |
| 16 grudnia 2011                     | Sprint (7,5 km)                     | Olga Zajcewa                        | Darja Domraczewa                    | Helena Ekholm                       |
| 17 grudnia 2011                     | Bieg pościgowy (10 km)              | Olga Zajcewa                        | Helena Ekholm                       | Darja Domraczewa                    |

| Oberhof, 4.01.2012 – 8.01.2012 | Oberhof, 4.01.2012 – 8.01.2012 | Oberhof, 4.01.2012 – 8.01.2012                                                   | Oberhof, 4.01.2012 – 8.01.2012                                                   | Oberhof, 4.01.2012 – 8.01.2012                                         |
| Data                           | Konkurencja                    | miejsce                                                                          | miejsce                                                                          | miejsce                                                                |
| ------------------------------ | ------------------------------ | -------------------------------------------------------------------------------- | -------------------------------------------------------------------------------- | ---------------------------------------------------------------------- |
| 4 stycznia 2012                | Sztafeta (4 × 6 km)            | Rosja Anna Bogalij-Titowiec · Swietłana Slepcowa · Olga Zajcewa · Olga Wiłuchina | Norwegia Fanny Welle-Strand Horn · Elise Ringen · Synnøve Solemdal · Tora Berger | Francja Marie Habert · Anaïs Bescond · Marine Bolliet · Sophie Boilley |
| 6 stycznia 2012                | Sprint (7,5 km)                | Magdalena Neuner                                                                 | Darja Domraczewa                                                                 | Olga Zajcewa                                                           |
| 8 stycznia 2012                | Bieg masowy (12,5 km)          | Magdalena Neuner                                                                 | Tora Berger                                                                      | Andrea Henkel                                                          |

| Nové Město na Moravě, 11.01.2012 – 15.01.2012 | Nové Město na Moravě, 11.01.2012 – 15.01.2012 | Nové Město na Moravě, 11.01.2012 – 15.01.2012 | Nové Město na Moravě, 11.01.2012 – 15.01.2012 | Nové Město na Moravě, 11.01.2012 – 15.01.2012 |
| Data                                          | Konkurencja                                   | miejsce                                       | miejsce                                       | miejsce                                       |
| --------------------------------------------- | --------------------------------------------- | --------------------------------------------- | --------------------------------------------- | --------------------------------------------- |
| 11 stycznia 2012                              | Bieg indywidualny (15 km)                     | Kaisa Mäkäräinen                              | Helena Ekholm                                 | Magdalena Neuner                              |
| 13 stycznia 2012                              | Sprint (7,5 km)                               | Olga Zajcewa                                  | Tora Berger                                   | Magdalena Neuner                              |
| 15 stycznia 2012                              | Bieg pościgowy (10 km)                        | Tora Berger                                   | Helena Ekholm                                 | Marie Habert                                  |

| Anterselva, 19.01.2012 – 23.01.2012 | Anterselva, 19.01.2012 – 23.01.2012 | Anterselva, 19.01.2012 – 23.01.2012                                        | Anterselva, 19.01.2012 – 23.01.2012                                                       | Anterselva, 19.01.2012 – 23.01.2012                                              |
| Data                                | Konkurencja                         | miejsce                                                                    | miejsce                                                                                   | miejsce                                                                          |
| ----------------------------------- | ----------------------------------- | -------------------------------------------------------------------------- | ----------------------------------------------------------------------------------------- | -------------------------------------------------------------------------------- |
| 19 stycznia 2012                    | Sprint (7,5 km)                     | Magdalena Neuner                                                           | Kaisa Mäkäräinen                                                                          | Darja Domraczewa                                                                 |
| 21 stycznia 2012                    | Sztafeta (4 × 6 km)                 | Francja Marie-Laure Brunet · Sophie Boilley · Anaïs Bescond · Marie Habert | Białoruś Nadzieja Skardzina · Ludmiła Kalinczyk · Nastassia Dubarezawa · Darja Domraczewa | Rosja Jekatierina Głazyrina · Swietłana Slepcowa · Olga Zajcewa · Olga Wiłuchina |
| 22 stycznia 2012                    | Bieg masowy (12,5 km)               | Darja Domraczewa                                                           | Anastasija Kuźmina                                                                        | Magdalena Neuner                                                                 |

| Oslo/Holmenkollen, 2.02.2012 – 5.02.2012 | Oslo/Holmenkollen, 2.02.2012 – 5.02.2012 | Oslo/Holmenkollen, 2.02.2012 – 5.02.2012 | Oslo/Holmenkollen, 2.02.2012 – 5.02.2012 | Oslo/Holmenkollen, 2.02.2012 – 5.02.2012 |
| Data                                     | Konkurencja                              | miejsce                                  | miejsce                                  | miejsce                                  |
| ---------------------------------------- | ---------------------------------------- | ---------------------------------------- | ---------------------------------------- | ---------------------------------------- |
| 2 lutego 2012                            | Sprint (7,5 km)                          | Magdalena Neuner                         | Darja Domraczewa                         | Tora Berger                              |
| 4 lutego 2012                            | Bieg pościgowy (10 km)                   | Magdalena Neuner                         | Olga Zajcewa                             | Darja Domraczewa                         |
| 5 lutego 2012                            | Bieg masowy (12,5 km)                    | Andrea Henkel                            | Darja Domraczewa                         | Teja Gregorin                            |

| Kontiolahti, 10.02.2012 – 11.02.2012 | Kontiolahti, 10.02.2012 – 11.02.2012 | Kontiolahti, 10.02.2012 – 11.02.2012 | Kontiolahti, 10.02.2012 – 11.02.2012 | Kontiolahti, 10.02.2012 – 11.02.2012 |
| Data                                 | Konkurencja                          | miejsce                              | miejsce                              | miejsce                              |
| ------------------------------------ | ------------------------------------ | ------------------------------------ | ------------------------------------ | ------------------------------------ |
| 11 lutego 2012                       | Sprint (7,5 km)                      | Magdalena Neuner                     | Kaisa Mäkäräinen                     | Darja Domraczewa                     |
| 12 lutego 2012                       | Bieg pościgowy (10 km)               | Kaisa Mäkäräinen                     | Magdalena Neuner                     | Darja Domraczewa                     |

| Ruhpolding, 3.03.2012 – 11.03.2012 | Ruhpolding, 3.03.2012 – 11.03.2012 | Ruhpolding, 3.03.2012 – 11.03.2012                                       | Ruhpolding, 3.03.2012 – 11.03.2012                                         | Ruhpolding, 3.03.2012 – 11.03.2012                                               |
| Data                               | Konkurencja                        | miejsce                                                                  | miejsce                                                                    | miejsce                                                                          |
| ---------------------------------- | ---------------------------------- | ------------------------------------------------------------------------ | -------------------------------------------------------------------------- | -------------------------------------------------------------------------------- |
| 3 marca 2012                       | Sprint (7,5 km)                    | Magdalena Neuner                                                         | Darja Domraczewa                                                           | Wita Semerenko                                                                   |
| 4 marca 2012                       | Bieg pościgowy (10 km)             | Darja Domraczewa                                                         | Magdalena Neuner                                                           | Olga Wiłuchina                                                                   |
| 7 marca 2012                       | Bieg indywidualny (15 km)          | Tora Berger                                                              | Marie-Laure Brunet                                                         | Helena Ekholm                                                                    |
| 10 marca 2012                      | Sztafeta (4 × 6 km)                | Niemcy Tina Bachmann · Magdalena Neuner · Miriam Gössner · Andrea Henkel | Francja Marie-Laure Brunet · Sophie Boilley · Anaïs Bescond · Marie Habert | Norwegia Fanny Welle-Strand Horn · Elise Ringen · Synnøve Solemdal · Tora Berger |
| 11 marca 2012                      | Bieg masowy (12,5 km)              | Tora Berger                                                              | Marie-Laure Brunet                                                         | Kaisa Mäkäräinen                                                                 |

| Chanty-Mansyjsk, 16.03.2012 – 18.03.2012 | Chanty-Mansyjsk, 16.03.2012 – 18.03.2012 | Chanty-Mansyjsk, 16.03.2012 – 18.03.2012 | Chanty-Mansyjsk, 16.03.2012 – 18.03.2012 | Chanty-Mansyjsk, 16.03.2012 – 18.03.2012 |
| Data                                     | Konkurencja                              | miejsce                                  | miejsce                                  | miejsce                                  |
| ---------------------------------------- | ---------------------------------------- | ---------------------------------------- | ---------------------------------------- | ---------------------------------------- |
| 16 marca 2012                            | Sprint (7,5 km)                          | Magdalena Neuner                         | Wita Semerenko                           | Darja Domraczewa                         |
| 17 marca 2012                            | Bieg pościgowy (10 km)                   | Darja Domraczewa                         | Kaisa Mäkäräinen                         | Wita Semerenko                           |
| 18 marca 2012                            | Bieg masowy (12,5 km)                    | Darja Domraczewa                         | Tora Berger                              | Kaisa Mäkäräinen                         |

### Sztafety mieszane
| Hochfilzen, 18.12.2011 | Hochfilzen, 18.12.2011                 | Hochfilzen, 18.12.2011                                                 | Hochfilzen, 18.12.2011                                                          | Hochfilzen, 18.12.2011                                               |
| Data                   | Konkurencja                            | miejsce                                                                | miejsce                                                                         | miejsce                                                              |
| ---------------------- | -------------------------------------- | ---------------------------------------------------------------------- | ------------------------------------------------------------------------------- | -------------------------------------------------------------------- |
| 18 grudnia 2011        | Sztafeta mieszana (2 × 6 + 2 × 7,5 km) | Rosja Olga Wiłuchina · Olga Zajcewa · Aleksiej Wołkow · Anton Szypulin | Czechy Veronika Vítková · Gabriela Soukalová · Ondřej Moravec · Michal Šlesingr | Francja Marie Habert · Sophie Boilley · Alexis Bœuf · Simon Fourcade |

| Kontiolahti, 12.02.2012 | Kontiolahti, 12.02.2012                | Kontiolahti, 12.02.2012                                                       | Kontiolahti, 12.02.2012                                                        | Kontiolahti, 12.02.2012                                                       |
| Data                    | Konkurencja                            | miejsce                                                                       | miejsce                                                                        | miejsce                                                                       |
| ----------------------- | -------------------------------------- | ----------------------------------------------------------------------------- | ------------------------------------------------------------------------------ | ----------------------------------------------------------------------------- |
| 12 lutego 2012          | Sztafeta mieszana (2 × 6 + 2 × 7,5 km) | Francja Sophie Boilley · Anaïs Bescond · Jean-Guillaume Béatrix · Vincent Jay | Ukraina Natalja Burdyga · Ołena Pidhruszna · Andrij Deryzemla · Serhij Sedniew | Słowacja Jana Gereková · Anastasija Kuźmina · Matej Kazár · Miroslav Matiaško |

| Ruhpolding, 1.03.2012 | Ruhpolding, 1.03.2012                  | Ruhpolding, 1.03.2012                                                                | Ruhpolding, 1.03.2012                                            | Ruhpolding, 1.03.2012                                                       |
| Data                  | Konkurencja                            | miejsce                                                                              | miejsce                                                          | miejsce                                                                     |
| --------------------- | -------------------------------------- | ------------------------------------------------------------------------------------ | ---------------------------------------------------------------- | --------------------------------------------------------------------------- |
| 1 marca 2012          | Sztafeta mieszana (2 × 6 + 2 × 7,5 km) | Norwegia Tora Berger · Synnøve Solemdal · Ole Einar Bjørndalen · Emil Hegle Svendsen | Słowenia Andreja Mali · Teja Gregorin · Klemen Bauer · Jakov Fak | Niemcy Andrea Henkel · Magdalena Neuner · Andreas Birnbacher · Arnd Peiffer |

## Klasyfikacje

### Kobiety
| Miejsce | Zawodniczka        | Punkty |
| ------- | ------------------ | ------ |
| 1.      | Magdalena Neuner   | 1216   |
| 2.      | Darja Domraczewa   | 1188   |
| 3.      | Tora Berger        | 1054   |
| 4.      | Kaisa Mäkäräinen   | 1007   |
| 5.      | Helena Ekholm      | 893    |
| 6.      | Olga Zajcewa       | 857    |
| 7.      | Marie-Laure Brunet | 807    |
| 8.      | Andrea Henkel      | 806    |
| 9.      | Marie Habert       | 749    |
| 10.     | Anastasija Kuźmina | 721    |

| Miejsce | Zawodniczka           | Punkty |
| ------- | --------------------- | ------ |
| 11.     | Olga Wiłuchina        | 667    |
| 12.     | Wita Semerenko        | 622    |
| 13.     | Synnøve Solemdal      | 606    |
| 14.     | Tina Bachmann         | 546    |
| 15.     | Teja Gregorin         | 525    |
| 16.     | Swietłana Slepcowa    | 511    |
| 17.     | Krystyna Pałka        | 495    |
| 18.     | Anna Bogalij-Titowiec | 428    |
| 19.     | Zina Kocher           | 407    |
| 20.     | Michela Ponza         | 385    |

| Miejsce | Zawodniczka        | Punkty |
| ------- | ------------------ | ------ |
| 1.      | Helena Ekholm      | 138    |
| 2.      | Kaisa Mäkäräinen   | 116    |
| 3.      | Darja Domraczewa   | 116    |
| 4.      | Magdalena Neuner   | 114    |
| 5.      | Tora Berger        | 108    |
| 6.      | Olga Zajcewa       | 108    |
| 7.      | Marie Habert       | 107    |
| 8.      | Teja Gregorin      | 86     |
| 9.      | Anastasija Kuźmina | 85     |
| 10.     | Ołena Pidhruszna   | 82     |

| Miejsce | Zawodniczka        | Punkty |
| ------- | ------------------ | ------ |
| 1.      | Magdalena Neuner   | 571    |
| 2.      | Darja Domraczewa   | 471    |
| 3.      | Kaisa Mäkäräinen   | 401    |
| 4.      | Tora Berger        | 373    |
| 5.      | Olga Zajcewa       | 334    |
| 6.      | Helena Ekholm      | 317    |
| 7.      | Olga Wiłuchina     | 274    |
| 8.      | Anastasija Kuźmina | 274    |
| 9.      | Andrea Henkel      | 271    |
| 10.     | Marie-Laure Brunet | 264    |

| Miejsce | Zawodniczka        | Punkty |
| ------- | ------------------ | ------ |
| 1.      | Darja Domraczewa   | 392    |
| 2.      | Magdalena Neuner   | 372    |
| 3.      | Tora Berger        | 361    |
| 4.      | Kaisa Mäkäräinen   | 330    |
| 5.      | Olga Zajcewa       | 313    |
| 6.      | Helena Ekholm      | 295    |
| 7.      | Andrea Henkel      | 276    |
| 8.      | Marie-Laure Brunet | 271    |
| 9.      | Marie Habert       | 246    |
| 10.     | Olga Wiłuchina     | 219    |

| Miejsce | Zawodniczka        | Punkty |
| ------- | ------------------ | ------ |
| 1.      | Darja Domraczewa   | 250    |
| 2.      | Tora Berger        | 241    |
| 3.      | Marie-Laure Brunet | 198    |
| 4.      | Andrea Henkel      | 196    |
| 5.      | Kaisa Mäkäräinen   | 187    |
| 6.      | Anastasija Kuźmina | 180    |
| 7.      | Magdalena Neuner   | 177    |
| 8.      | Marie Habert       | 172    |
| 9.      | Helena Ekholm      | 169    |
| 10.     | Wita Semerenko     | 136    |

| Miejsce | Reprezentacja | Punkty |
| ------- | ------------- | ------ |
| 1.      | Francja       | 216    |
| 2.      | Norwegia      | 205    |
| 3.      | Rosja         | 192    |
| 4.      | Niemcy        | 179    |
| 5.      | Białoruś      | 177    |
| 6.      | Ukraina       | 146    |
| 7.      | Polska        | 141    |
| 8.      | Szwecja       | 137    |
| 9.      | Włochy        | 132    |
| 10.     | Słowacja      | 128    |

| Miejsce | Reprezentacja | Punkty |
| ------- | ------------- | ------ |
| 1.      | Rosja         | 7089   |
| 2.      | Niemcy        | 7084   |
| 3.      | Francja       | 6857   |
| 4.      | Norwegia      | 6716   |
| 5.      | Białoruś      | 6490   |
| 6.      | Ukraina       | 6143   |
| 7.      | Szwecja       | 5891   |
| 8.      | Polska        | 5594   |
| 9.      | Słowacja      | 5275   |
| 10.     | Włochy        | 5185   |

### Mężczyźni
| Miejsce | Zawodnik            | Punkty |
| ------- | ------------------- | ------ |
| 1.      | Martin Fourcade     | 1100   |
| 2.      | Emil Hegle Svendsen | 1035   |
| 3.      | Andreas Birnbacher  | 837    |
| 4.      | Arnd Peiffer        | 736    |
| 5.      | Simon Fourcade      | 716    |
| 6.      | Carl Johan Bergman  | 685    |
| 7.      | Tarjei Bø           | 680    |
| 8.      | Anton Szypulin      | 637    |
| 9.      | Fredrik Lindström   | 615    |
| 10.     | Michal Šlesingr     | 602    |

| Miejsce | Zawodnik             | Punkty |
| ------- | -------------------- | ------ |
| 11.     | Andriej Makowiejew   | 601    |
| 12.     | Jewgienij Garaniczew | 585    |
| 13.     | Jewgienij Ustiugow   | 574    |
| 14.     | Lowell Bailey        | 553    |
| 15.     | Björn Ferry          | 552    |
| 16.     | Ole Einar Bjørndalen | 548    |
| 17.     | Jakov Fak            | 545    |
| 18.     | Benjamin Weger       | 536    |
| 19.     | Dmitrij Małyszko     | 498    |
| 20.     | Tim Burke            | 471    |

| Miejsce | Zawodnik             | Punkty |
| ------- | -------------------- | ------ |
| 1.      | Simon Fourcade       | 125    |
| 2.      | Jakov Fak            | 113    |
| 3.      | Emil Hegle Svendsen  | 108    |
| 4.      | Martin Fourcade      | 107    |
| 5.      | Jaroslav Soukup      | 99     |
| 6.      | Daniel Mesotitsch    | 97     |
| 7.      | Michal Šlesingr      | 92     |
| 8.      | Andreas Birnbacher   | 90     |
| 9.      | Dominik Landertinger | 82     |
| 10.     | Simon Eder           | 82     |

| Miejsce | Zawodnik            | Punkty |
| ------- | ------------------- | ------ |
| 1.      | Martin Fourcade     | 423    |
| 2.      | Emil Hegle Svendsen | 378    |
| 3.      | Carl Johan Bergman  | 287    |
| 4.      | Arnd Peiffer        | 270    |
| 5.      | Andriej Makowiejew  | 261    |
| 6.      | Tarjei Bø           | 249    |
| 7.      | Jewgienij Ustiugow  | 248    |
| 8.      | Andreas Birnbacher  | 248    |
| 9.      | Fredrik Lindström   | 235    |
| 10.     | Simon Fourcade      | 231    |

| Miejsce | Zawodnik             | Punkty |
| ------- | -------------------- | ------ |
| 1.      | Martin Fourcade      | 384    |
| 2.      | Emil Hegle Svendsen  | 348    |
| 3.      | Arnd Peiffer         | 257    |
| 4.      | Tarjei Bø            | 257    |
| 5.      | Ole Einar Bjørndalen | 239    |
| 6.      | Andreas Birnbacher   | 239    |
| 7.      | Benjamin Weger       | 230    |
| 8.      | Carl Johan Bergman   | 227    |
| 9.      | Anton Szypulin       | 224    |
| 10.     | Simon Fourcade       | 201    |

| Miejsce | Zawodnik             | Punkty |
| ------- | -------------------- | ------ |
| 1.      | Andreas Birnbacher   | 260    |
| 2.      | Emil Hegle Svendsen  | 218    |
| 3.      | Martin Fourcade      | 202    |
| 4.      | Fredrik Lindström    | 175    |
| 5.      | Anton Szypulin       | 172    |
| 6.      | Simon Fourcade       | 159    |
| 7.      | Dmitrij Małyszko     | 142    |
| 8.      | Arnd Peiffer         | 140    |
| 9.      | Carl Johan Bergman   | 140    |
| 10.     | Jewgienij Garaniczew | 136    |

| Miejsce | Reprezentacja | Punkty |
| ------- | ------------- | ------ |
| 1.      | Francja       | 198    |
| 2.      | Norwegia      | 190    |
| 3.      | Rosja         | 189    |
| 4.      | Niemcy        | 183    |
| 5.      | Austria       | 166    |
| 6.      | Włochy        | 161    |
| 7.      | Szwecja       | 156    |
| 8.      | Białoruś      | 130    |
| 9.      | Ukraina       | 130    |
| 10.     | Czechy        | 127    |

| Miejsce | Reprezentacja     | Punkty |
| ------- | ----------------- | ------ |
| 1.      | Rosja             | 7070   |
| 2.      | Francja           | 7044   |
| 3.      | Niemcy            | 6901   |
| 4.      | Norwegia          | 6712   |
| 5.      | Szwecja           | 6333   |
| 6.      | Czechy            | 5813   |
| 7.      | Austria           | 5790   |
| 8.      | Włochy            | 5692   |
| 9.      | Stany Zjednoczone | 5659   |
| 10.     | Ukraina           | 5448   |

### Sztafety mieszane
| Klasyfikacja sztafet mieszanych |               |        |
| \| Miejsce \| Reprezentacja \| Punkty \| \| ------- \| ------------- \| ------ \| \| 1. \| Rosja \| 143 \| \| 2. \| Francja \| 138 \| \| 3. \| Niemcy \| 128 \| \| 4. \| Ukraina \| 115 \| \| 5. \| Szwecja \| 114 \| \| 6. \| Słowacja \| 113 \| \| 7. \| Czechy \| 112 \| \| 8. \| Białoruś \| 103 \| \| 9. \| Włochy \| 99 \| \| 10. \| USA \| 94 \| |               |        |
| Miejsce | Reprezentacja | Punkty |
| 1. | Rosja         | 143    |
| 2. | Francja       | 138    |
| 3. | Niemcy        | 128    |
| 4. | Ukraina       | 115    |
| 5. | Szwecja       | 114    |
| 6. | Słowacja      | 113    |
| 7. | Czechy        | 112    |
| 8. | Białoruś      | 103    |
| 9. | Włochy        | 99     |
| 10. | USA           | 94     |

## Wyniki Polaków

### Indywidualnie
| Zawodnik     | IN | SP | PU | SP | PU | SP | PU | SP | MS | IN | SP | PU | SP | MS | SP | PU | MS | SP | PU | SP | PU | IN | MS | SP | PU  | MS |
| G. Bril      | –  | 84 | q  | –  | –  | –  | –  | –  | –  | –  | –  | –  | –  | –  | –  | –  | –  | –  | –  | –  | –  | –  | –  | –  | –   | –  |
| A. Kwak      | –  | –  | –  | –  | –  | –  | –  | –  | –  | –  | –  | –  | –  | –  | –  | –  | –  | –  | –  | –  | –  | 73 | q  | –  | –   | –  |
| K. Pływaczyk | 46 | 64 | q  | 84 | q  | 60 | 57 | 78 | q  | –  | 54 | 52 | 85 | q  | 55 | 44 | q  | 81 | q  | 73 | q  | 54 | q  | –  | –   | –  |
| T. Sikora    | 24 | 72 | q  | 33 | 42 | 47 | 34 | 72 | q  | 67 | 90 | q  | 50 | q  | –  | –  | –  | –  | –  | 54 | 51 | 37 | q  | 44 | DNF | –  |
| Ł. Szczurek  | 87 | –  | –  | 92 | q  | 43 | 56 | 83 | q  | 77 | 72 | q  | 95 | q  | –  | –  | –  | 78 | q  | 85 | q  | 79 | –  | –  | –   | –  |
| R. Lepel     | –  | –  | –  | –  | –  | –  | –  | –  | –  | –  | –  | –  | –  | –  | –  | –  | –  | –  | –  | 96 | q  | –  | q  | –  | –   | –  |

| Zawodniczka                                                             | IN | SP | PU | SP | PU | SP | PU | SP | MS | IN | SP | PU | SP | MS | SP | PU | MS | SP | PU  | SP | PU | IN | MS | SP | PU | MS |
| P. Bobak                                                                | 82 | –  | –  | –  | –  | 38 | 49 | –  | –  | –  | –  | –  | 51 | q  | 42 | 52 | q  | 29 | 47  | –  | –  | 45 | q  | –  | –  | –  |
| A. Cyl                                                                  | 19 | 55 | 19 | 19 | 16 | 29 | –  | –  | –  | –  | –  | –  | 25 | q  | 41 | 39 | q  | 57 | DNS | 30 | 38 | –  | q  | –  | –  | –  |
| M. Gwizdoń                                                              | 71 | 38 | 48 | 65 | q  | 15 | 34 | 51 | q  | 46 | 69 | q  | 56 | q  | 37 | 27 | q  | 22 | 40  | 17 | 15 | 24 | 29 | –  | –  | –  |
| M. Hojnisz                                                              | –  | 41 | 31 | 41 | 28 | –  | –  | 55 | q  | –  | 70 | q  | –  | q  | –  | –  | –  | –  | –   | –  | –  | –  | –  | –  | –  | –  |
| W. Nowakowska-Ziemniak                                                  | 47 | 34 | 40 | 38 | 31 | 8  | 21 | 28 | q  | 30 | 7  | 15 | 18 | 17 | –  | –  | –  | 36 | 32  | 20 | 17 | 21 | 9  | 41 | 35 | 26 |
| K. Pałka                                                                | 20 | 14 | 14 | 11 | 17 | 18 | 13 | 30 | 27 | 55 | 16 | 9  | 40 | 14 | 46 | 31 | 10 | 32 | 23  | 21 | 27 | 65 | 25 | 14 | 10 | 12 |
| K. Pitoń                                                                | –  | –  | –  | –  | –  | –  | –  | 73 | q  | –  | –  | –  | –  | –  | –  | –  | –  | –  | –   | –  | –  | –  | –  | –  | –  | –  |
| Legenda                                                                 |    |    |    |    |    |    |    |    |    |    |    |    |    |    |    |    |    |    |     |    |    |    |    |    |    |    |
| SP – sprint IN – bieg indywidualny PU – bieg pościgowy MS – bieg masowy |    |    |    |    |    |    |    |    |    |    |    |    |    |    |    |    |    |    |     |    |    |    |    |    |    |    |

## Statystyki

### Pierwsze zwycięstwo
- Andriej Makowiejew (RUS) – w jego ósmym sezonie startów, zwycięstwo w biegi indywidualnym w Novym Měscie[33], pierwsze podium zanotował w sprincie w Chanty-Mansyjsku w sezonie 2006/2007
- Fredrik Lindström (SWE) – w jego czwartym sezonie startów, zwycięstwo w sprincie w Anterselvie[34], jednocześnie jego pierwsze podium[34].
- Jewgienij Garaniczew – w jego drugim sezonie startów, zwycięstwo w sprincie w Oslo/Holmenkollen[35], pierwsze podium zanotował w sprincie w Anterselvie w bieżącym sezonie[36]

### Pierwsze podium w zawodach Pucharu Świata
- Anna Maria Nilsson (SWE) – w jej dziesiątym sezonie startów, drugie miejsce w biegu indywidualnym w Östersund[37].
- Jaroslav Soukup (CZE) – w jego dziewiątym sezonie startów, trzecie miejsce w biegu pościgowym w Östersund[38].
- Timofiej Łapszyn (RUS) – w jego drugim sezonie startów, trzecie miejsce w sprincie w Hochfilzen[39].
- Fredrik Lindström – w jego czwartym sezonie startów, zwycięstwo w sprincie w Anterselvie[34].
- Jewgienij Garaniczew (RUS) – w jego drugim sezonie startów, drugie miejsce w sprincie w Anterselvie[36].